# Castlevania: Aria of Sorrow
Castlevania: Aria of Sorrow es un videojuego que forma parte de la serie de Castlevania creada por Konami. Se lanzó para la consola Game Boy Advance en 2003, y es el cuarto juego que utiliza el célebre estilo aventura-rpg de Castlevania: Symphony of the Night, siendo considerado su mejor heredero, secuela y su réplica portátil. El título japonés es Castlevania: Akatsuki no Minuet (キャッスルヴァニア暁月の円舞曲Castlevania: Akatsuki no Enbukyoku ).
Esta entrega está considerada y valorada por la crítica y el público como uno de los mejores juegos de la saga Castlevania y de la consola Gameboy Advance, gran parte del éxito se debe al argumento, uno de los más complejos y trabajados de la serie, su sistema de obtener almas, sus excelentes gráficos 2D y su gran banda sonora.

## Introducción
El juego ocurre en el año 2035 y el protagonista: Soma Cruz, estudiante de intercambio de preparatoria en Japón. Mientras observa el primer eclipse solar del siglo XXI subiendo las escaleras del templo Hakuba, con su amiga Mina Hakuba, Soma se transporta a Castlevania junto con ella. Allí se encuentra con Genya Arikado que, tras derrotar a un grupo de enemigos que les ataca, les explica la capacidad de Soma de absorber las almas de los monstruos y que alguien absorbera el poder de Dracula.

## Jugabilidad
Al igual que en los demás juegos del GBA, tu personaje irá aumentando de nivel al matar monstruos, y con ello sus habilidades. Respecto a los escenarios es lo mismo que en los otros juegos, puedes explorar el castillo entero, pero el poder llegar a muchas partes, depende de las almas que tengas, la mayoría de las de los jefes, ya que te dan habilidades como el salto doble, barrerte o convertirte en murciélago. Como todo clásico, encuentras diferentes finales dependiendo de tus actos, tu equipo de almas o hasta el número de enemigos que has aniquilado o destruido.

### Sistema de almas
En este juego existen Almas bala, guardián, hechizo y habilidad. De ti depende encontrarlas, o al menos hacer una combinación decente. Tal vez encuentres una combinación especial entre ellas. Las almas son de los puntos más importantes del juego, pero como aunque son (la mayoría) poderosas, gastas tu magia, es más común usar los ataques normales usando armas. Las armas son muy variadas, desde cuchillos y espadas, hasta a una pistola y un rifle de protones. Además de que varían mucho; como en su distancia, fuerza y velocidad.

## Trama

### Argumento
Posteriormente de entrar al castillo y conocer a Arikado, Soma se encuentra con un misterioso hombre llamado Graham Jones que sin que Soma lo supiera, se adentró al castillo para tratar de apoderase de los poderes de Drácula, además de encontrarse con otros personajes como Hammer, un militar atrapado por accidente dentro del castillo que se convierte en el vendedor de los diferentes objetos del juego, desde armas, armaduras y accesorios hasta objetos de recuperación de salud y magia, Yoko Belnades, una hechicera descendiente de Sypha Belnades, que fue mandada por la iglesia para detener a Graham y "J" que estuvo en un accidente en el año 1999 tuvo un accidente que tiene que ver con Dracula y al llegar al castillo empieza a recuperar la memoria poco a poco. "J" después resulta ser Julius Belmont, descendiente de los legendarios cazadores de vampiros, la familia Belmont. A medida que Soma recorre el interior del castillo, se entera de la historia detrás de este macabro lugar, de cómo Drácula fue finalmente destruido en 1999 al confinar el castillo en el interior del eclipse solar deteniendo así su ciclo de regeneración de cien años. Es entonces que Soma finalmente se enfrenta contra Graham, el cual asegura ser la reencarnación de Drácula puesto que nació en el mismo instante en el que Drácula fuera finalmente asesinado. Dependiendo de ciertas acciones dentro del juego, tales como la recolección de ciertas almas, la historia se extenderá y por fin se revela, que Soma Cruz es la verdadera reencarnación de Drácula, y por ello el destino lo llevó a su castillo a convertirse en lo que era (pero en la trama anterior después de que Alucard vence a Dracula este en su lecho de muerte recapacita y de alguna manera se hace bueno, esto permite que renazca como Soma Cruz). Al enterarse de eso Julius pelea con Soma, al ver que no lo quería matar, Julius se da cuenta de que Soma no era malo, aunque se prometen que si Soma no cumpliera con su misión de vencer a su maldad interior lo mataría. Finalmente Soma se adentra en las profundidades del castillo en dónde se localiza la fuente de toda la energía maligna que da forma al castillo, derrotando al mismísimo caos y todos logran salir del castillo, este es de los mejores finales posibles. Sin embargo la historia continua un año después, pero en el juego Castlevania: Dawn of Sorrow, su continuación directa para la Nintendo DS.

### Personajes

#### Principales[12]
- Soma Cruz: Personaje principal dentro del juego. Es un estudiante de intercambio de 18 años el cual vive en Japón. Él junto con su amiga, Mina Hakuba, miran el eclipse solar del 2035, el cual los transporta al castillo de Dracula, "Castlevania". Durante la búsqueda de una forma de salir del castillo y tras enfrentarse a las criaturas que lo pueblan, descubre su poder de absorción de almas del cual no tenía idea. Más tarde descubre que él es la reencarnación del Conde Dracula.

- Mina Hakuba: Es la mejor amiga de la Soma Cruz. Pertenece a la familia Hakuba, que es el clan que encerró en 1999 el castillo de Drácula en el interior de un eclipse. Durante el transcurso de la aventura se queda a la entrada del castillo siendo protegida por una barrera mágica creada por el misterioso poder de Arikado. Aunque dará cierto apoyo moral en momentos clave a su amigo Soma, usando la telepatía para comunicarse con él.

- Genya Arikado: Este personaje misterioso que trabaja para una organización secreta de seguridad mundial es en realidad Alucard (el hijo de Dracula) el cual está disfrazado para no revelar su verdadera identidad.

- Graham: Este misionero (que también extrañamente pudo llegar a Castlevania) va en busca del poder de Drácula, ya que según una predicción de Nostradamus, en 1999, justamente cuando el rey de las tinieblas (Drácula) muera, renacerá su reencarnación el cual supuestamente es él. Su sueño termina cuando Soma lo derrota y se da cuenta de que el no es el verdadero heredero sino que es Soma.

- Yoko Belnades: Es la última descendiente de la familia Belnades (brujas que datan desde 1800) es descendiente de Sypha Belnades (Castlevania III Dracula´s Curse), ella está junto con Genya Arikado para detener al Conde Drácula. Casi muere a manos de Graham pero es detenido por Soma en el último momento. Aunque se sorprende al descubrir que Soma Cruz es la reencarnación de Drácula, sabe por lo que ha podido ver de él, que no necesariamente es un enemigo.

- Julius Belmont: Último de los descendientes de la familia Belmont, este personaje en un inicio sufre de amnesia y no recuerda nada, conforme avanzas en el juego comienza a recordar. En un punto de la aventura recuerda todo y se lo revela a Soma sin conocer aún que éste es la reencarnación del Conde Drácula. Tras el descubrimiento y por temor a que se convierta en el rey de las tinieblas, le ataca usando el famoso látigo "Vampire Killer" pero es derrotado. entonces Soma le hace prometer que si no consiguiera vencer la influencia del poder diabólico de Drácula, debería acabar con su vida.

- Hammer: Es un militar (que tampoco se conoce qué hace en Castlevania ni como llegó). Abre una tienda dentro del castillo. El primer encuentro con él es en una de las zonas más alejadas del castillo, trasladándose después a la entrada del mismo, junto a Mina. Allí montará su particular negocio. También está enamorado de Yoko Belnades.

#### Jefes[5]
(En orden de aparición).
- Creaking Skull: Medio esqueleto gigante de color azul que se arrastra hacia ti para golpearte con un enorme hueso y que de vez en cuando escupe bolas de fuego. Es el jefe más sencillo de todos y más adelante aparecerá como un enemigo normal.
- Manticore: Bestia mitológica con aspecto de león alado con una larga cola de escorpión. Ataca escupiendo llamaradas y tratando de picarte. Al igual que otros jefes, después aparece como un enemigo normal.
- Great Armor: Armadura de guerrero gigante con vida propia. Aunque lenta, sus golpes son muy dañinos, y resulta difícil dañarle debido a que se protege con un enorme escudo. Curiosamente, luego se convierte en un enemigo muy frecuente en el juego.
- Big Golem: Un enorme golem de rocas. Ataca golpeándote con sus manos y escupiendo ráfagas de piedras. También aparecerá más adelante como un enemigo normal.
- Headhunter: Posiblemente el jefe más raro de todos. Es una figura humana decapitada que utiliza tres cabezas diferentes para pelear; cada una con una habilidad distinta. La primera es la de una mujer noble, y su único ataque será intentar pincharte con un cuchillo; es la fase más fácil de todas. La segunda es la de un hechicero, y atacará lanzando relámpagos y bolas de fuego mientras levita. La tercera y más difícil de vencer es la de un reptil, y al ponérsela se transformará en un enorme lagarto capaz de trepar por las paredes y que atacará escupiendo gas venenoso y lanzándote su larga lengua.
- Death: La muerte misma; enemigo omnipresente en la saga Castlevania. Esta pelea se divide en dos fases: En la primera la muerte será un fantasma imposible de dañar que te lanzará pequeñas guadañas mientras hace girar su guadaña principal para dañarte. Para vencerla deberás golpear dicha guadaña hasta destruirla. De vez en cuando lanzará columnas de luz dañina que te perseguirán. Una vez logres destruir la guadaña grande, comenzará la segunda fase, en la que la muerte, tras materializarse, invocará una guadaña aún más grande de dos hojas. Te atacará con ella lanzándose contra ti a gran velocidad y arrojándotela como un búmeran.
- Legión: Enemigo muy parecido a Granfaloon, de Symphony of the night. Es una bola de cuerpos compactos que te persigue a lo largo de una habitación cuadrada, depositando a su paso los cuerpos vivientes que la forman.C uando consigas retirarle los cuerpos, se verá su verdadera forma; una esfera luminosa con tres tentáculos por los que dispara rayos láser.
- Balore: Uno de los jefes más duros de todo el juego. Es un gigante enorme, pero al estar atrapado en una celda, solo nos enfrentaremos a su cara y a sus puños. Esta pelea se divide en dos fases: en la primera tendrá abierto su ojo izquierdo, al cual habrá que atacar tratando de esquivar sus dañinos puñetazos, con los cuales nos alejará de nuestro objetivo. En la segunda, sus puños desaparecerán y abrirá su ojo derecho, por el que nos lanzará un potente rayo que hará explotar el suelo. En esta fase hay que atacar su ojo derecho evitando las explosiones en cadena, las cuales cada vez producirá con mayor frecuencia y rapidez.
- Graham: El antagonista principal del juego. Esta pelea también se divide en dos fases; la primera es muy parecida al combate final contra Drácula de otros juegos, ya que se teletransportará para después arrojarte llamaradas y bolas de fuego, y habrá que golpearle mientras esté en pantalla. La segunda será un poco más compleja; Graham se transformará en una criatura horrible con dos manos gigantes y una corona flotante que arroja rayos a tu posición. Para vencerlo, deberás esquivar tanto a sus manos como a los rayos y golpear en su único punto débil; el centro mismo de la criatura.
- Julius: El último miembro del clan Belmont te atacará para evitar que te acabes transformando en Drácula. Es una pelea difícil, ya que es muy rápido y sus latigazos son muy dañinos. Es recomendable atacar a distancia. En un momento dado, invocará una gran cruz de rayos que prácticamente destruirá el escenario y que te atraerá hacia él para dañarte; si puedes, evítalo.
- Chaos: El verdadero enemigo final del juego es esta entidad abstracta de forma indefinida. Al principio utilizará el poder de tus espíritus asignados contra ti, arrojándote tres rombos de energía y lo que parece ser una bestia que caerá hacia ti. Después cobrará la forma de cuatro ojos por los que lanzará bolas de energía, un agujero negro por el que lanzará púas y una especia de dragón que recorrerá la pantalla para molestarte. Si eres derrotado en esta batalla, Soma no morirá, sino que se transformará en el conde Drácula, por lo que Julius deberá asesinarlo.

## El mundo de Aria of Sorrow
La trama y acción de Castlevania Aria of Sorrow se desarrolla totalmente en el castillo recurrente de la saga, propiedad de Drácula, el eterno enemigo de los Belmont, donde en este juego se ubica encerrado en un eclipse solar y no en transilvania, como es habitual en la saga.
Siguiendo la pauta y norma de Castlevania Symphony of the Night, el interior del castillo se divide en grandes zonas, más un mundo alternativo final donde se encuentra la esencia del castillo y Dracula.
Las zonas que componen el mapeado del juego están comunicadas entre sí entre un pasillo y dos puerta s que siempre repiten el mismo diseño y color, siendo otra pauta marcada por Castlevania SOTN que sigue esta entrega.
El diseño, forma, ambientación y tamaño del mapeado del castillo está considerado uno de los mejores de la saga, a la altura de SOTN, corrigiendo los fallos y defectos del castillo de la anterior entrega 2D, Harmony of Dissonance, aunque,a diferencia de los juegos citados, AOS no tiene un segundo castillo, haciendo que la duración de exploración del castillo sea una de las más cortas de la serie.

### Zonas[13]
El castillo en esta entrega se divide en 11 zonas normales y 2 zonas secretas, teniendo en total 13 zonas. Como es habitual en la saga, hay zonas de temática y ambientación "clásica" que recurren de nuevo en esta entrega, y otras de temática nueva, como "Chaos", la zona final del juego.
- Castle Corridor: El largo pasillo que sigue la entrada del castillo. Formado por áreas en ruinas y torres al aire libre. Su jefe es Creaking Skull.
- Chapel: La típica zona con forma de catedral. Es un templo con varias torres de campanario. Su jefe es Manticore.
- Study: Lo que parece ser una gran biblioteca. Su jefe es Great Armor.
- Dance Hall: Un salón de baile infestado de fantasmas bailarines. También posee una bodega y varios pasillos. Su jefe es Big Golem.
- Inner Quarters: Algo así como el área residencial del castillo; un elegante corredor con espejos y algunas zonas al aire libre. Su jefe es Headhunter.
- Floating garden: Un gran jardín en el centro del castillo a través del cual se pueden acceder a las torres más altas. Su jefe es Julius Belmont.
- Clock Tower: Otro lugar típico: la torre del reloj. Como siempre, estarán presentes las zonas con púas, engranajes y cabezas de Medusa. Su jefe es Death.
- Undeground Reservoir: Un gigantesco acuífero subterráneo que lleva hasta unas cavernas con cascadas y lagos. No tiene jefe.
- Forbbiden Area: Zona secreta a la que se accede a través de una cascada en Underground Reservoir si se utiliza el alma adecuada. Parece ser una tesorería, y hay un barco. No tiene jefe.
- Undeground Cementery: Unas tétricas catacumbas. Es la zona más pequeña de todas. Su jefe es Legión.
- The Arena: El clásico coliseo subterráneo y las áreas que lo rodean. Una de las zonas más duras del juego. Su jefe es Balore.
- Top Floor: La torre principal del castillo; infestada de enemigos muy poderosos. Las partes más bajas tienen un fondo en llamas. Su jefe es Graham.
- Chaos Realm: La materialización del caos interior de Soma. Solo se puede llegar aquí tras convertirse en Drácula. Parece estar formado por partes ya vistas del castillo, así como salas desde las que se observa de fondo un universo deforme. Su jefe es Chaos.

## Desarrollo
Anunciada oficialmente el 16 de enero de 2003 por Konami, Esta entrega fue desarrollada entre el 2002 y el 2003 por Konami Computer Entretaiment Tokio (KCET), encabezado por Koji Igarashi, el equipo responsable de la creación de Castlevania: Rondo of Blood, Castlevania: Symphony of the Night y el predecesor de Aria, Castlevania: Harmony of Dissonance.
El productor del juego fue Iga mientras la dirección del juego a manos de Junichi Murakami. El diseño de los personajes y las ilustraciones fue a cargo de Ayami Kojima, que como Iga, ya había repetido ese papel en anteriores entregas, como también Michuri Yamane, la compositora de la música de esta entrega. El diseño de escenarios se ocupó Iga, y el productor ejecutivo fue 
Kenichiro Honda.

### Música
La música está compuesta por Michiru Yamane, la habitual compositora de las últimas entregas de la serie, siendo desde Sotn la única autora del apartado sonoro de AOS.
Los temas están en el formato de sonido de Gameboy advance, el GSF, siendo uno de los juegos que más aprovechan y exprimen al máximo el chip de sonido de la consola, gracias a la excelente calidad del sonido que tiene los samples de la instrumentación, arreglando el error de la anterior entrega 2D de la serie.
La banda sonora del juego, compuesta por 28 pistas, no ha sido comercializada legalmente en un álbum en ninguno de los tres mercados,a diferencia de las anteriores y posteriores entregas de la serie, pero por la red circula la banda sonora en formato MP3 de forma ripeada directamente del juego, no siendo reconocida por Konami.

## Recepción

### Crítica
| Famitsu        | 36 de 40           |
| GamePro        |                    |
| GameSpot       |                    |
| Gamerankings*  | 88 de 100          |
| IGN            | 9.3 de 10          |
| Nintendo Power | 5 de 5             |
| Meristation    | 9 de 10            |
| Vandal         | 9 de 10            |
| Viciojuegos    | 94, 90 y 92 de 100 |
| Notas:         |                    |

Castlevania Aria of sorrow está muy bien valorado positivamente entre la crítica y publicó, con una media de 88 por ciento de críticas profesionales del sector en Gamerankings y opiniones y reseñas muy positivas de aficionados en Gamefaqs, IGN, Gamerah, Vandal y Meristation.
Este juego está considerado como una de los mejores entregas de la saga Castlevania, siendo el mejor juego de la saga desde Castlevania Symphony of the Night y el de la trilogía de GBA, además de ser considerado como el más digno sucesor/secuela de Symphony, o el "Sotn portátil".

## Publicaciones
Hasta la fecha, el juego tiene tres libros únicamente publicados en Japón, dos guías oficiales y un libro de ilustraciones.
Las guía oficiales del juego, publicadas en el año 2003, están solamente en idioma japonés.
El libro de ilustraciones, publicada en el 2003, se compone de ilustraciones, artworks, diseños y material gráfico referente al juego y otras entregas de la saga, estando únicamente en idioma japonés.